# Namaceae
Namaceae là một họ thực vật có hoa trong bộ Boraginales, từng được coi như là một phần (Nameae) của phân họ Hydrophylloideae trong họ Boraginaceae nghĩa rộng hoặc một phần (Namoideae) của họ Hydrophyllaceae. Theo truyền thống, và trong hệ thống Cronquist thì Hydrophyllaceae được coi như là một phần của bộ Cà (Solanales). Các hệ thống phân loại gần đây công nhận mối quan hệ họ hàng gần của Hydrophyllaceae (gồm cả Namoideae) với họ Mồ hôi (Boraginaceae), ban đầu đặt Hydrophyllaceae và Boraginaceae nghĩa hẹp cùng nhau trong bộ Boraginales, nhưng sau đó người ta giáng cấp Hydrophyllaceae xuống thành phân họ Hydrophylloideae trong họ Boraginaceae, như trong hệ thống APG III năm 2009 (không đặt trong bộ nào) và hệ thống APG IV năm 2016 (trong bộ Boraginales). Tuy nhiên hiện tại website của APG Group lại công nhận Namaceae và Hydrophyllaceae như là các họ tách biệt trong bộ Boraginales.

## Lịch sử phân loại
Chi Nama được A. L. de Jussieu (1789) gộp cùng chi Hydrolea trong "ordo Convolvuli" (= Convolvulaceae). Năm 1818 Robert Brown tách Nama và Hydrolea ra để lập nhóm mới gọi là "Hydroleae" do cho rằng chúng có quan hệ gần với Polemoniaceae hơn là với Convolvulaceae. Dumortier (1829) công nhận họ Hydroleaceae gồm Hydrolea, Nama và Wigandia. Asa Gray (1875) gộp Hydroleaceae vào họ Hydrophyllaceae (gồm Hydrophyllum, Phacelia, Nemophila và Ellisia) và họ Hydrophyllaceae được duy trì cho tới gần đây. Dựa theo các nghiên cứu phát sinh chủng loài thì Hydrolea lại bị tách khỏi Hydrophyllaceae và tạo thành một họ đơn chi trong bộ Solanales.

## Mô tả
Các loài thực vật trong họ này có thể là cây bụi hay cây gỗ nhỏ với gỗ mềm hoặc cây thân thảo (chỉ có ở chi Nama) sống một năm hay lâu năm, mọc thẳng hay bò sát đất. Phần lớn các loài có rễ cái phát triển tốt, hiếm khi ở dạng thân rễ (chỉ có ở Eriodictyon). Lá đơn mọc so le, từ gần như không cuống tới có cuống dài. Cụm hoa ở đầu cành hay nách lá, dạng chùy rậm, hoa bộ 5, lưỡng tính, tràng hoa màu trắng tới tía hay tím oải hương, nhị 5, bộ nhụy 2 lá noãn, bầu nhụy 2 ngăn, đầu nhụy 2 thùy, đĩa mật có ở đáy bầu nhụy, quả nang 2 ngăn, nứt chẻ ngăn hay chẻ ngăn và cắt vách với 2 hay 4 mảnh vỏ, chứa 2 tới nhiều hạt. Họ này chứa 4 chi và khoảng 75 loài với khu vực phân bố là châu Mỹ (tây nam Bắc Mỹ, Trung Mỹ, tây Nam Mỹ) và Caribe, cộng 1 loài tại Hawaii.
Họ này có tên khoa học bắt nguồn từ chi điển hình là Nama (hoa cầm chung).

## Các chi
- Eriodictyon (gồm cả Eriodyction): 9 loài ở tây Hoa Kỳ và tây bắc Mexico.
- Nama (gồm cả Andropus, Conanthus, Lemmonia, Marilaunidium): Hoa cầm chung, khoảng 53-56 loài bản địa châu Mỹ. Chi này có thể là đa ngành, với Nama demissum là chị-em với toàn bộ họ.[9]
- Turricula: 1 loài (Turricula parryi) ở California và Baja California. Đôi khi gộp vào Eriodictyon.
- Wigandia (gồm cả Cohiba, Ernstamra, Wiganda): 6 loài bản địa Trung Mỹ, Caribe và miền bắc Nam Mỹ. Du nhập vào Pháp, Tây Ban Nha. Italia.

## Phát sinh chủng loài
Namaceae có hai nhánh chính, bao gồm:
- Nhánh 1: Nama,[11][12]
- Nhánh 2: Wigandia + Eriodictyon + Turricula,